# Kaviyoor Ponnamma
Kaviyoor Ponnnamma (Travancore, 4 de enero de 1945-20 de septiembre de 2024) fue una actriz de cine india conocida por sus roles secundarios en películas en idioma malabar. 

## Carrera artística
Sus papeles como madre del actor Mohanlal en diferentes películas malabar son muy populares. Su hermana, Kaviyoor Renuka, también es actriz. Ponnamma ha recibido el Premio de Cine del Estado de Kerala por mejor actriz de reparto en cuatro ocasiones. Antes de ingresar al cine era una famosa artista de teatro. Ha actuado en muchas series de televisión, programas y comerciales, y es cantante ocasional en muchas películas malabar.

## Premios

### Premios de Cine del Estado de Kerala
- Mejor actriz de reparto – 1971 – Varias películas
- Mejor actriz de reparto – 1972 – Theertha Yathra
- Mejor actriz de reparto – 1973 – Varias películas
- Mejor actriz de reparto – 1994 – Thenmavin Kombathu